# Toni Cade Bambara
Toni Cade Bambara (Geburtsname: Miltona Mirkin Cade) (* 25. März 1939 in New York City; † 9. Dezember 1995 in Philadelphia, Pennsylvania) war eine US-amerikanische Schriftstellerin, Dichterin und Hochschullehrerin.

## Biografie
Nach dem Schulbesuch studierte sie Theaterwissenschaft am Queens College, City University of New York und schloss dieses Studium 1959 mit einem Bachelor of Arts (B.A. Theater Arts) ab. Ein anschließendes postgraduales Studium an der City University of New York (CUNY) beendete sie 1964 mit einem Master of Arts (M.A.). Danach war sie selbst zwischen 1965 und 1969 Professorin am City College of New York (CCNY) und hatte später auch Professuren an der Rutgers University in New Jersey sowie am Spelman College inne.
Ihr literarisches Debüt gab sie 1972 mit einer Sammlung von Kurzgeschichten unter dem Titel Gorilla, My Love. Nach einer weiteren Sammlung von Kurzgeschichten unter dem Titel The Sea Birds Are Still Alive: Collected Stories (1977) erschienen die Romane The Salt Eaters (1980) und If Blessing Comes (1987).
Die Anthologie Deep Sightings and Rescue Missions (1996) und ein weiterer Roman mit dem Titel Those Bones Are Not My Child (1999) erschienen nach ihrem Tod aufgrund eines kolorektalen Karzinoms.
Einige ihrer Bücher erschienen während der Tätigkeit von Toni Morrison als Verlagslektorin bei Random House, die sich um die Etablierung der afroamerikanischen Literatur bemühte. Dabei schaffte Bambara mit ihren Generationsgefährtinnen Alice Walker, Toni Morrison und Ntozake Shange Anfang der 1970er Jahre erstmals schwarzen Frauen einen anerkannten Platz in der US-Literatur und war auch als Aktivistin der amerikanischen Bürgerrechtsbewegung tätig.
Sie wurde in die Anthologie Daughters of Africa aufgenommen, die 1992 von Margaret Busby in London und New York herausgegeben wurde.